# عتيقة كروية ناقصة
عتيقة كروية ناقصة (الاسم العلمي:Archaeoglobus infectus) هي نوع من العتائق تتبع جنس العتيقة الكروية من فصيلة العتيقية الكروية.